# John Danforth
John Claggett Danforth, detto Jack (Saint Louis, 5 settembre 1936), è un politico e diplomatico statunitense, senatore per lo stato del Missouri dal 1976 al 1995 e rappresentante permanente alle Nazioni Unite fra il 2004 e il 2005.

## Biografia
Allievo di Princeton e di Yale, Danforth intraprese la strada politica alla fine degli anni sessanta, quando fu eletto procuratore generale per lo stato del Missouri come esponente del Partito Repubblicano.
Nel 1970 tentò di farsi eleggere al Senato, sfidando il democratico in carica Stuart Symington, ma venne sconfitto.
Sei anni dopo, quando Symington non cercò la rielezione, Danforth provò per la seconda volta a conquistare il seggio e ci riuscì. Fu rieletto per altri due mandati nel 1982 e nel 1988, ma nel 1994 decise di abbandonare il Congresso.
Dopo il suo ritiro comunque Danforth continuò a ricoprire ruoli di rilievo all'interno della scena politica americana: nel 1999 il Procuratore generale degli Stati Uniti Janet Reno gli affidò l'incarico di presiedere un'inchiesta sull'assedio di Waco e addirittura nel 2004 venne nominato dal Presidente Bush ambasciatore statunitense presso le Nazioni Unite.
Danforth tuttavia abbandonò l'incarico all'inizio del 2005 motivando la sua scelta con l'esigenza di passare più tempo con la sua famiglia.
Danforth è anche un ministro di culto episcopale ed ha officiato i funerali di stato di Ronald Reagan.